# Notte dei ponti

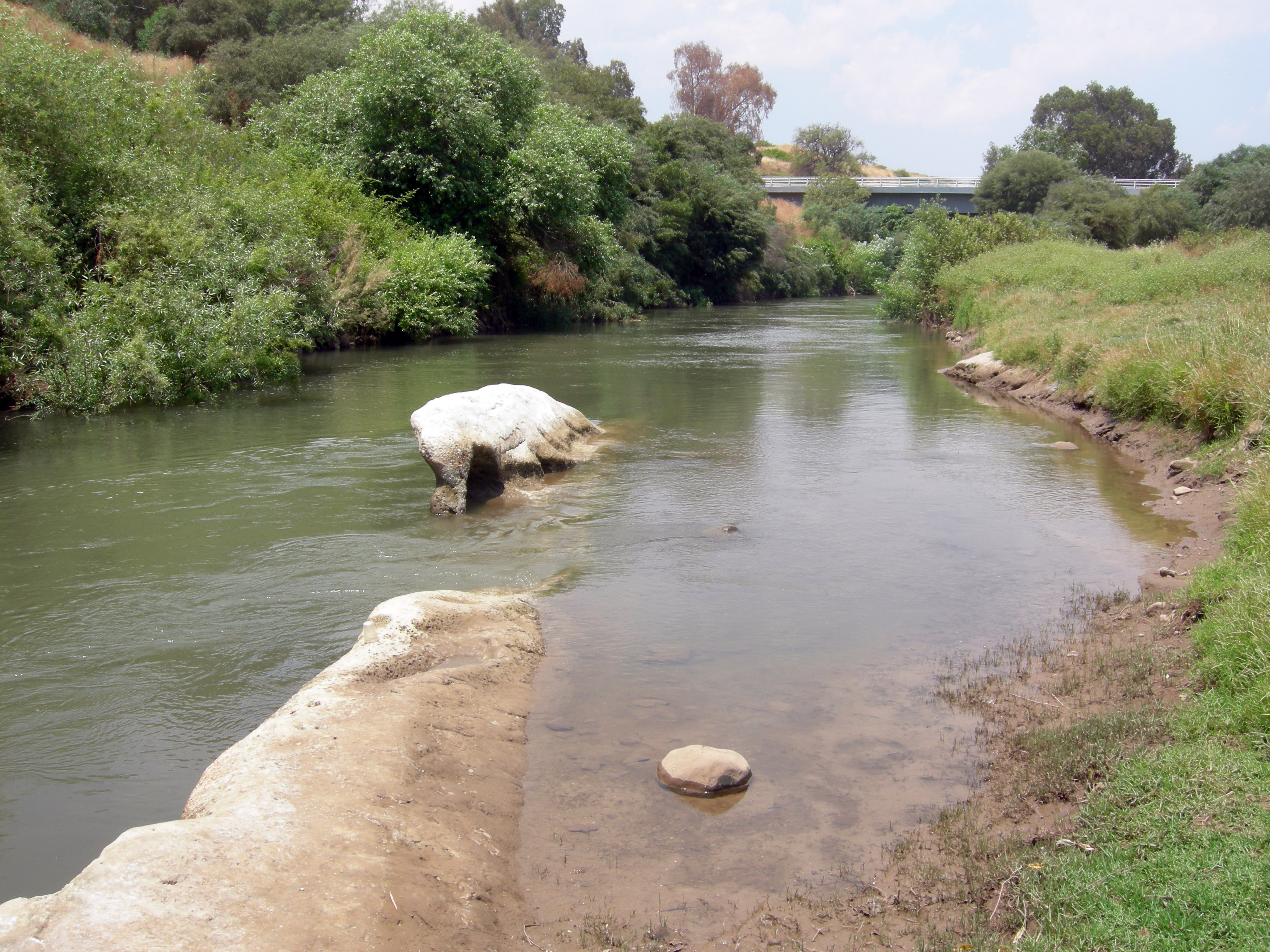
Ponte delle Figlie di Giacobbe/Bnot Ya'akov nel maggio 2009.

La Notte dei ponti (formalmente Operazione Markolet) fu un'iniziativa dell'Haganah nella notte fra il 16 e il 17 giugno 1946 durante il Mandato britannico sulla Palestina, quale parte dell'insurrezione giudaica in Palestina (1944–1947). Il suo scopo fu quello di distruggere undici ponti che collegavano la Palestina sotto mandato britannico ai Paesi confinanti quali Libano, Siria, Regno ascemita di Giordania ed Egitto, allo scopo di interrompere le vie di trasporto dell'Esercito britannico. Attacchi ad altri tre ponti furono presi in considerazione ma non attuati.
Solo una delle operazioni previste fallì; la Palmach, la forza combattente dell'Haganah, subì 14 morti e 5 ferimenti ai ponti del Nahal Akhziv. Le altre operazioni ebbero successo senza vittime.
Per nascondere e proteggere le operazioni effettive e confondere le forze armate britanniche, furono organizzate 50 operazioni diversive e  agguati in tutto il paese nella stessa notte. La confusione che ne seguì consentì anche ai membri della Palmach di fuggire più facilmente dopo il completamento delle operazioni.

## Preparazioni
L'Haganah iniziò i preparativi in gennaio–febbraio 1946. Per prima cosa, pattuglie di Palmach e forze lo SHAI (Haganah Intelligence Service), pattuglie e forze programmate per realizzare l'operazione iniziarono a individuare, fotografare e misurare gli obiettivi ma anche a esplorare possibili percorsi di accesso e di fuga, fingendosi innamorati che ammiravano la natura o persone in escursione geografica.
Originalmente, l'operazione avrebbe dovuto aver luogo in maggio, ma per motivi politici fu posposta.
La leadership politica vietò un attacco su quattro obiettivi: il ponte ferroviario tra i tunnel Ras an-Nakura e i tre ponti sul Giordano e il fiume Yarmuk che portavano alla centrale elettrica di Naharayim.

### Ponti risparmiati
| Bridge                                                            | Tipo        | Al Paese  | Coordinate            | Ragione                                                                            |
| ----------------------------------------------------------------- | ----------- | --------- | --------------------- | ---------------------------------------------------------------------------------- |
| Ponte tra i tunnel di Ras an-Nakura, Ras an-Nakura (Rosh HaNikra) | ferroviario | Libano    | 33°05′41″N 35°06′16″E | Risistemare il tunnel sarebbe stato troppo difficile ed esso si trovava nel Libano |
| Sullo Yarmuk, vicino al kibbutz di Gesher                         | ferroviario | Giordania | 32°38′42″N 35°34′22″E | Portava alla centrale elettrica di Naharayim                                       |
| Jisr el-Majami sul Giordano, vicino al kibbutz di Gesher          | ferroviario | Giordania | 32°38′06″N 35°33′57″E | Portava alla centrale elettrica di Naharayim                                       |

## Obiettivi

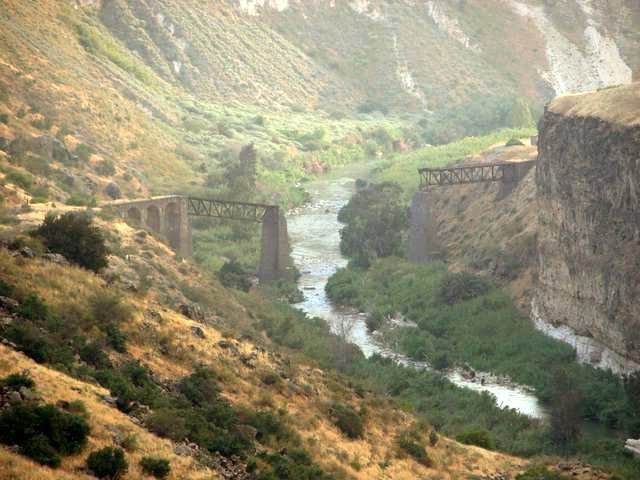
Rovine del ponte sullo Yarmouk

I pianificatori sapevano che l'operazione non poteva causare danni gravi e che i veri obiettivi erano: 
- dimostrazione della capacità dell'Haganah di operare in tutto il Paese, anche in aree deserte o al centro della popolazione araba
- dimostrazione della capacità di sabotare le operazioni dell'Esercito britannico
- dimostrazione della capacità dell'Haganah di scoraggiare gli eserciti vicini da futuri coinvolgimenti
- danneggiare il prestigio dell'Esercito britannico come forza più potente del Medio Oriente e danneggiare la legittimità del Mandato britannico
- rafforzare e incoraggiare la popolazione ebraica in Palestina e mostrare l'Haganah come altrettanto attiva dell'Irgun e dei gruppi Lehi.

## Risultati
Gli obiettivi furono pienamente raggiunti. L'Haganah poteva colpire contemporaneamente più obiettivi strategici. Come precauzione, gli eserciti siriano, libanese e transgiordano erano in standby, e i confini furono rafforzati. Il Mandato Britannico perse molto del suo prestigio e soffrì perdite finanziarie per 250.000 sterline.

### Ponti-obiettivo
| Ponte                              | tipo        | al Paese  | coordinate              | dettagli |
| ---------------------------------- | ----------- | --------- | ----------------------- | --- |
| Su Ayun Stream, alla via Metula    | stradale    | Libano    | 33°17′00″N 35°34′52″E   | non sorvegliato |
| NW di Metula                       | stradale    | Libano    | 33°17′14″N 35°33′58″E   | eseguita discretamente |
| Su Nahal Kziv                      | ferroviario | Libano    | 33°03′02″N 35°06′11.5″E | le forze furono individuate, gli esplosivi furono collocati sotto il fuoco nemico, l"operazione fallì, 14 morti e 5 feriti |
| Su Nahal Kziv                      | stradale    | Libano    | 33°03′02″N 35°06′15.5″E | richiamata a seguito di pesanti perdite subite durante l'attacco sul vicino ponte ferroviario                              |
| Ponte delle figlie di Giacobbe     | stradale    | Siria     | 33°00′37″N 35°37′42″E   | eseguita discretamente |
| Sul fiume Yarmuk                   | ferroviario | Siria     | 32°40′47″N 35°38′58″E   | non sorvegliato; mai più riparato da allora                                                                                |
| Sul Giordano Ponte Sceicco Hussein | stradale    | Giordania | 32°29′49″N 35°34′32″E   | eseguita discretamente |
| Sul Giordano Ponte Damia (Adamo)   | stradale    | Giordania | 32°06′10″N 35°32′06″E   | eseguita discretamente |
| Sul Giordano Ponte Allenby         | stradale    | Giordania | 31°52′28″N 35°32′26″E   | le forze furono individuate, gli esplosivi furono posati sotto il fuoco nemico                                             |
| Su Besor Stream, Gaza              | stradale    | Egitto    | 31°27′20″N 34°24′53″E   | le forze furono individuate, gli esplosivi furono posati sotto il fuoco nemico                                             |
| Su Besor Stream, Gaza              | ferroviario | Egitto    | 31°27′27″N 34°24′44″E   | le forze furono individuate, gli esplosivi furono posati sotto il fuoco nemico                                             |

## Reazione
Dodici giorni dopo, il 29 giugno 1946, in parte come risposta al bombardamento del ponte, i Britannici lanciarono l'Operazione Agatha, il cui scopo principale era di eliminare lo stato di anarchia in Palestina catturando la maggior parte dei militanti Sionisti. Il numero di personale britannico coinvolto variava tra 10.000, 17.000 e 25.000. Durante questa azione di sorpresa, circa 2700 Ebrei furono arrestati, compresa la leadership senior dell'Haganah. I Britannici ottennero l'evidenza documentata del coinvolgimento dell'Agenzia Ebraica in azioni paramilitari e la collusione tra l'Haganah e gruppi più violenti quali Irgun e Lehi.